# Youtuber
YouTuber ali YouTube ustvarjalec je oseba, znana po ustvarjanju video vsebin, ki jih objavlja na spletni strani YouTube. Ti ustvarjalci se razlikujejo po tipu vsebine, značilne za njihov Youtube kanal. Njihov dohodek v glavnem izvira iz oglaševanja, sponzorstev, sodelovanja s podjetji in korporacijami, trženja priporočil in širjenja dejavnosti tudi izven YouTuba.
Med najpogostejšimi tipi YouTube kanalov so kanali z zabavnimi skeči; dnevni »vloggerji«, ki dnevno objavljajo video posnetke o njihovih življenjih; kanali, ki se ukvarjajo lepotnimi izdelki, ličili in modo, družinski kanali; kanali, katerih vsebina se osredotoča na videoigre; kanali s potovalnimi vsebinami; kanali z »do-it-yourself« vsebinami; kanali, ki se osredotočajo na življenjski slog, zdravje in telovadbo; kanali s kuharskimi vsebinami; kanali z glasbeno in plesno vsebino itd.